# Sympycnus clavatus
Sympycnus clavatus är en tvåvingeart som beskrevs av Van Duzee 1913. Sympycnus clavatus ingår i släktet Sympycnus och familjen styltflugor. Inga underarter finns listade i Catalogue of Life.